# Костюкова, Анастасия Александровна
Анастасия Александровна Костюкова (15 мая 1985, Краснодар) — российская футболистка, защитница. Выступала за сборную России.

## Биография
Воспитанница клуба «Энергетик-КМВ». Первый тренер: Евсеева Т. Г. Выступала за команды ЦСК ВВС (Самара), «СКА Ростов» (Ростов-на-Дону), «Надежда» (Ногинск) и «Энергия» (Воронеж). Завоевала серебряные медали чемпионата России один раз[уточнить], ещё один раз вышла в финал кубка России[уточнить].
В составе женской молодёжной сборной стала бронзовым призёром чемпионата Европы 2004 года. В 2009 году выступала за сборную России на Универсиаде в Белграде, где россиянки заняли пятое место.
В 2011—2015 годах играла за сборную России, провела 27 матчей, в которых забила 2 гола.
Любимые книги: все книги Пауло Коэльо, психология. Любимый фильм: «Любовь и голуби».